# Byasa daemonius
Byasa daemonius is een vlinder uit de familie van de pages (Papilionidae). De soort is voor het eerst wetenschappelijk beschreven door Sergej Nikolajevitsj Alferaki in een publicatie uit 1895.